# Limnophila multiguttula
Limnophila multiguttula är en tvåvingeart som beskrevs av Alexander 1974. Limnophila multiguttula ingår i släktet Limnophila och familjen småharkrankar.
Artens utbredningsområde är Nigeria. Inga underarter finns listade i Catalogue of Life.